# プブリウス・コルネリウス・ドラベッラ (紀元前283年の執政官)
プブリウス・コルネリウス・ドラベッラ（ラテン語: Publius Cornelius Dolabella、- 紀元前282年?）は紀元前3世紀初頭の共和政ローマの政治家・軍人。紀元前283年に執政官（コンスル）を務めた。

## 出自
パトリキ（貴族）であるコルネリウス氏族の出身。父および祖父のプラエノーメン（第一名、個人名）は不明であり、他のコルネリウス氏族の人物との関係も不明である。ドラベッラというコグノーメン（第三名、家族名）が確認できるのは彼が最初である。コグノーメンはラテン語の「dolabra」（斧）に由来すると思われる。ドラベッラ家からは、彼を含めて共和政時代に6人、帝政になって2人の執政官が出ている。

## 経歴
紀元前283年、ドラベッラは執政官に就任。同僚執政官はグナエウス・ドミティウス・カルウィヌス・マクシムスであった。同年の第二次ウァディモ湖の戦いで、ドラベッラはエトルリア・ガリア連合軍に勝利した。アッピアノスによれば、ドラベッラはアレティウムの戦いで前年の執政官ルキウス・カエキリウス・メテッルス・デンテルを戦死させていたブリトマリス率いるガリア軍（セネノズ族）にも勝利したとするが、おそらくウァディモ湖の戦いの前と思われる。凱旋式のファスティのこの時代の部分は欠落しているために、彼の凱旋式に関する記録は無いが、凱旋式を行ったことは間違いないと思われる。
アッピアノスによると、紀元前282年にルキウス・ウァレリウス・フラックス提督が率いる小艦隊をターレス（現在のターラント）が攻撃し、この際にドラベッラは死亡したとする（この事件がピュロス戦争のきっかけとなる）。おそらくはドラベッラは溺死したかあるいは捕虜となって処刑されたと思われる。しかしながら、ガイウス・ファブリキウス・ルスキヌスと共にヘラクレアの戦いの後の捕虜交換交渉をピュロスと行ったとの説もある。

## 参考資料
- ティトゥス・リウィウス『ローマ建国史』
- ポリュビオス『歴史』
- エウトロピウス『首都創建以来の略史』
- フロルス『700年全戦役略記』
- ハリカルナッソスのディオニュシオス『ローマ古代誌』
- Ernst Badian : The Dolabella of the Republic. In: Papers of the British School at Rome . New Series, Vol. 20, 1965
- Broughton, T. Robert S. (1951). «XV». The Magistrates of the Roman Republic . Volume I, 509 BC - 100 BC. New York: The American Philological Association.